# Arajadzor
Arajadzor (o Arachadzor/Arrach'adzor/Arrajnadzor/Arch'adzor/Arjazur/Arrajadzor/Arjadzor, in armeno Առաջաձոր; precedentemente Ajizur) è un comune dell'Armenia, nella provincia di Syunik; all'ultimo censimento del 2010 si contavano 164 abitanti.